# داني بايس
داني بايس (بالهولندية: Danny Buijs)‏ (21 يونيو 1982 بدوردريخت في هولندا - ) هو لاعب كرة قدم هولندي في مركز الوسط. لعب مع أدو دين هاغ وسبارتا روتردام وفاينورد ونادي إكسلسيور ونادي غرونينغن ونادي كيلمارنوك وKozakken Boys ‏.

## وصلات خارجية
- داني بايس على موقع قاعدة بيانات كرة القدم.إي يو (الإنجليزية)
- داني بايس على موقع Soccerway.com (الإنجليزية)